# Lyogyrus bakerianus
Lyogyrus bakerianus är en snäckart som först beskrevs av Henry Augustus Pilsbry 1917.  Lyogyrus bakerianus ingår i släktet Lyogyrus och familjen tusensnäckor. Inga underarter finns listade i Catalogue of Life.